# Kapelle Wasserberg

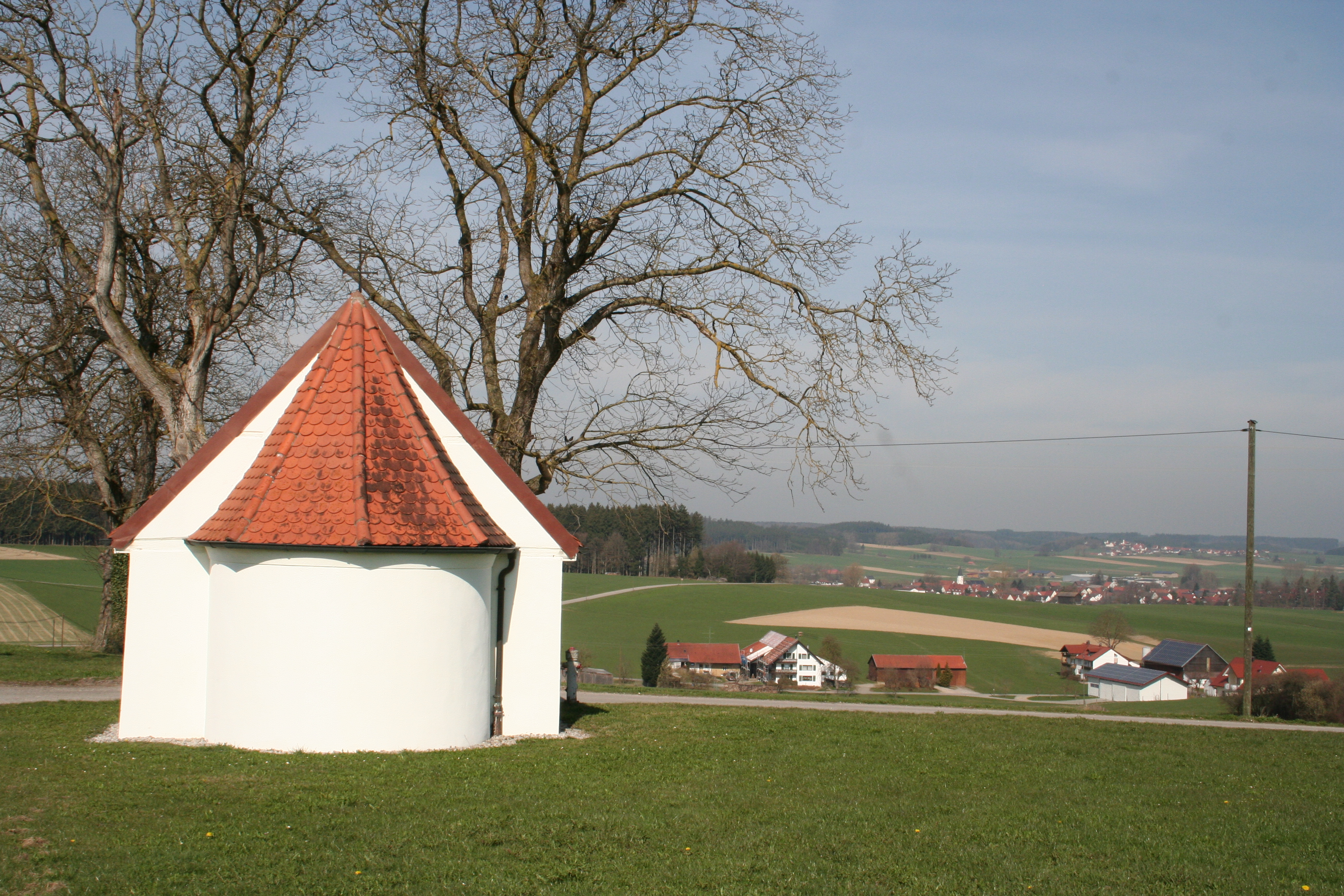
Kapelle in Wasserberg

Die katholische Kapelle in Wasserberg, einem Gemeindeteil von Aletshausen im schwäbischen Landkreis Günzburg, wurde vor 1834 errichtet. Die Kapelle am Ortsrand der Streusiedlung an ihrer höchsten Stelle ist ein geschütztes Baudenkmal.
Der schlichte Kapellenbau besitzt eine barocke Ausstattung, möglicherweise von einem Vorgängerbau an gleicher Stelle.